# كويكبات آتن

منطقة تواجد كويكبات آتن في النظام الشمسي (باللون الأخضر). تظهر في وسط الصورة الشمس، وتحيط بها الكواكب الصخريَّة الأربعة: عطارد (بالأسود) والزهرة (بالأصفر) والأرض (بالأزرق) والمريخ (بالأحمر).

كويكبات أتن هي التي تدخل في مدار الأرض (مدار الأرض أزرق). مدارات كويكبات أبولو تتقاطع أيضا مع مدار الأرض، و كويكبات آمور لا تتقاطع مداراتها مع مدار الأرض ولكنها تقترب أحيانا من الأرض.

كويكبات آتن (بالإنجليزية: Aten asteroids)‏ هي مجموعة من الكويكبات القريبة من الأرض، التي سُمِّيت نسبةً إلى أول كويكب اكتشف منها وهو 2062 آتن (الذي اكتشفه الفلكي إلينور هيلين في 7 يناير 1976). يتم تعريف كويكبات آتن بأنها أجرامٌ يبلغ نصف محورها الرئيسي أقلَّ من وحدة فلكية (المسافة بين الأرض والشمس)، لكن - في الوقت ذاته - لديها أوج - أبعد مسافةٍ عن الشمس - أكبر من أوج الأرض (0.983). يمكن لمدارات الكويكبات أن تكون شديدة الشذوذ، لذلك فإنَّ كويكبات آتن لا تُحتَوى بالضرورة ضمن نطاق مدار الأرض، بالحقيقة، لدى جميع كويكبات آتن المعروفة تقريباً مدار أوسع من مدار الأرض عند بعض النقاط، وذلك رغم أنَّ نصف محورهم الرئيسي (متوسّط بعدهم عن الشمس) أقل من المسافة بين الأرض والشمس. لكن، لأنَّ مراقبة الأجرام الواقعة بين الأرض والشمس مهمَّة صعبة ومعرَّضة بقوة للانحياز الاستعياني، فإنَّ عدد كويكبات آتن المعروفة لا زال قليلاً جداً، ولا يمثّل إلا 6% من الكويكبات القريبة من الأرض المكتشفة حتى الآن، فنتيجة لهذا الانحياز تمكَّن الفلكيون من اكتشاف عدد أكبر بكثير من كويكبات مجموعة أبولو ومجموعة آمور عوضاً عن هذه.
تعرف الكويكبات التي يقع أوجها (أبعد نقطة في مدارها عن الشمس) ضمن مدار الأرض دائماً باسم كويكبات أتيرا، أو أجرام الأرض الداخلية (IEOs)، وهي عادةً ما تعتبر فئة فرعيَّة من كويكبات آتن، لكن بالنسبة لبعض الباحثين فإنها فئة مستقلَّة من الكويكبات القريبة للأرض. حتى شهر فبراير سنة 2014، لم يكن معروفاً سوى 13 كويكب أتيرا، إضافةً إلى 815 كويكب آتن.
يعد أقصر نصف محور رئيسي معروفٍ لأي كويكب آتن هو 0.626 وحدة فلكية، الذي يحظى به الكويكب (325102) 2008 EY5. أما الكويكب الذي يحظى بأقصر مسافة حضيض - أقرب مسافة بين الجرم والشمس - فهو (137924) 2000 BD19، الذي يمتاز أيضاً بأكبر شذوذ مداري بين جميع كويكبات المجموعة، وهو 0.895.

## اقرأ أيضا
- كويكب 2023 DW
- إف إتش 2004
- قائمة الكواكب الصغيرة العابرة لمدار الأرض
- كويكبات آمور
- كويكبات أبولو
- 3122 فلورنس
- 1221 آمور
- (99907) 1989 VA